# Frank Hopkins

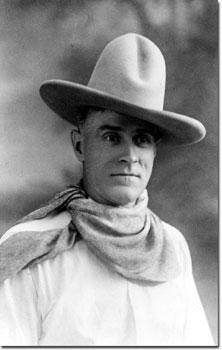
Frank T. Hopkins (ca. 1905)

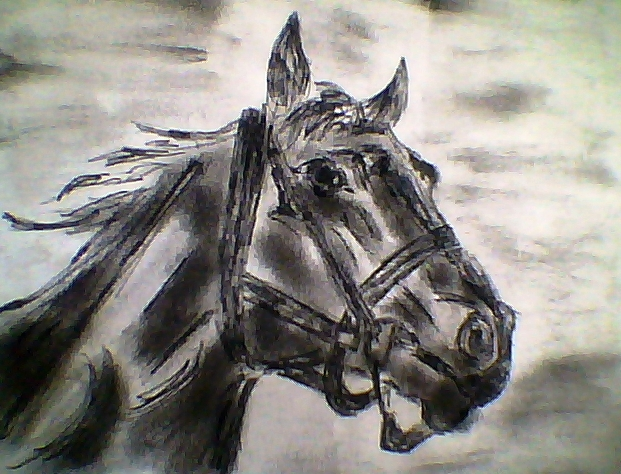
Zeichnung von Hidalgo

Frank T. Hopkins (* 1865; † 1951) war ein amerikanischer Cowboy und nach eigenen, umstrittenen Angaben ein erfolgreicher Distanzreiter.

## Leben
Informationen über Hopkins stützen sich fast ausnahmslos auf seine Autobiographie und auf von ihm verbreitete Geschichten. Aus diesen geht hervor, dass seine Mutter die Tochter eines Sioux-Häuptlings war, weshalb er in seiner Jugend oft mit den Indianern ausritt, um Mustangs zu fangen.
Mit zwölf Jahren soll Frank Hopkins Meldereiter für die Armee gewesen sein. Nachdem er ab 1886 Distanzrennen geritten sei und teilweise überragend gewonnen habe, soll er in Buffalo Bills Wild-West-Show aufgetreten sein, bei der er 1889 in Paris zu einem arabischen Pferderennen eingeladen worden sei. Obwohl sich das Rennen über 3000 Meilen erstreckt habe und Hopkins mit seinem Mustang Hidalgo als erster Ausländer gegen die wüstenerprobten Araber-Pferde angetreten sei, soll er das Rennen nach 68 Tagen mit mehrstündigem Vorsprung gewonnen haben. Bis zu seinem 60. Lebensjahr soll Hopkins in angeblich circa 400 Langstreckenrennen angetreten sein.

## Film
Nachdem Hopkins’ Leben 2004 mit dem Film Hidalgo – 3000 Meilen zum Ruhm auch fürs Kino adaptiert und von Disney als „wahre Geschichte“ (true story) vermarktet worden war, entbrannte eine Diskussion über die Echtheit der Erzählungen. Einige bezeichneten sie als komplette Erfindung, so insbesondere Basha und CuChullaine O’Reilly, Begründer der Distanzreiter-Vereinigung Long Riders' Guild, die Hopkins’ einzelne Behauptungen überprüften. So gebe es in den gewissenhaft geführten Armee-Unterlagen keinerlei Hinweise auf von Hopkins gewonnene Distanzritte – einige der angeblichen Rennen hätten ohnehin nie stattgefunden –, weder auf Hopkins’ Mitarbeit bei Buffalo Bills gut dokumentierter Wild-West-Show, noch auf das arabische Langstreckenrennen.
Jenes angeblich berühmte und seit Jahrhunderten stattfindende Rennen, das über Landesgrenzen führte, sei trotz ausreichender Quellenlage im arabischen Raum Historikern weder im Westen noch im Nahen Osten ein Begriff. Die einzige Darstellung stamme aus einem westlichen Buch (W. Harris: Blood of the Arab), das auf Hopkins’ eigenen Informationen beruhe.
Hidalgo-Drehbuchschreiber John Fusco räumt zwar dramatische Ausschmückungen des Films ein, verweist aber für den grundsätzlichen Wahrheitsanspruch von Hopkins auf von ihm selbst, Fusco, geführte Gespräche mit Lakota- und Blackfoot-Indianern, die ihm über Distanzrittsiege eines Pinto-Mustangs unter einem Halbblut-Reiter und einem Distanzrennen in Arabien berichtet hätten.
Pferdezeitschriften aus der Mitte des 20. Jahrhunderts würden ebenfalls Teile von Hopkins’ Darstellung bestätigen. Da es sich bei diesen Belegen jedoch nicht um Primärquellen handelt, sondern um Wiedergaben aus zweiter Hand (die theoretisch wiederum auf Hopkins’ Erzählungen zurückgehen könnten), bleibt der Wahrheitsgehalt der Hopkins-Abenteuer weiter unklar.